# シュレッダー
シュレッダー（英語: shredder）は、対象物を切断破砕する機械の総称である。（切断式/せん断式）破砕機（はさいき）とも言う。
「ディスクシュレッダー」「木屑破砕機」など、破砕の対象物名や使用分野名を前置して区別することが多いが、対象物を特定せずに単に「シュレッダー」といった場合、事務分野においては紙を細断するペーパーシュレッダーのことを指す。
産業分野において「破砕機」とは、廃棄物・砕石等を破砕する大型機械（クラッシャー）を指すことが多い。

## ペーパーシュレッダー

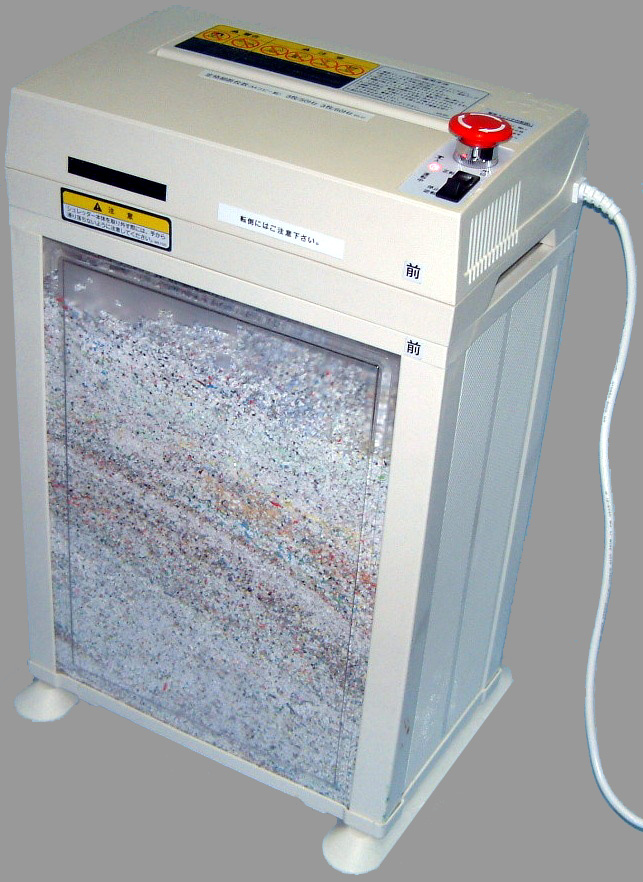
スパイラルカットシュレッダー

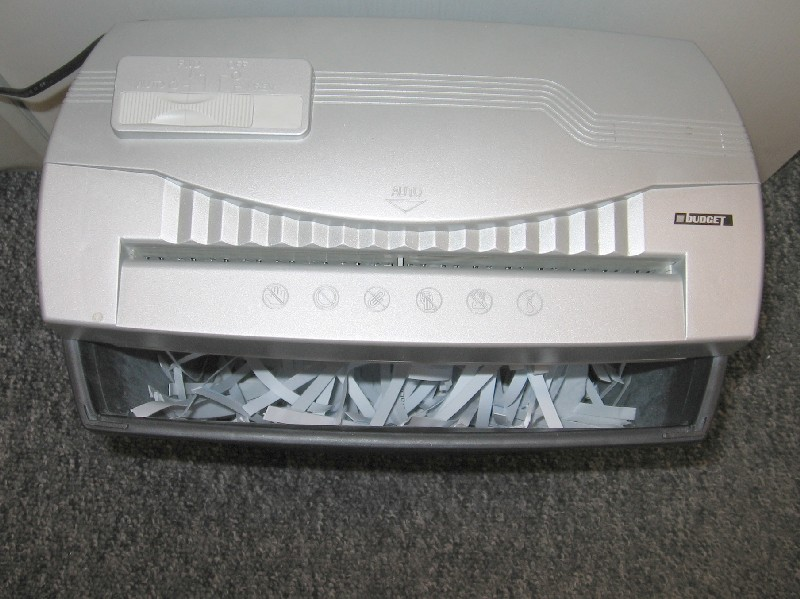
ペーパーシュレッダーの例

ペーパーシュレッダーとは不要書類の整理もしくは処分のための装置。書類裁断機ともいう。プライバシーの保護や情報漏洩の防止のために用いられる。細断はA4サイズならば1300前後の紙片になる。元来英語でシュレッダーといえばキャベツの千切り機であったが、普及するにつれて英語においてもシュレッダーが書類細断機の意味としても認知されるようになった。ごみ箱付やレターオープナー付の製品もある。
1909年にアメリカの発明家 Abbot Augustusが特許を取得したものの、この時点では製造に至らなかった。次いで、1935年にパスタメーカーを基にしたシュレッダーがドイツで製造された。1959年にオリエンタルが日本製の第1号機を開発・設計・製造し、1960年にはMSシュレッダーとして、明光商会が販売開始した。
。
高度情報化社会の中で情報漏洩の危険などに対する意識の高まりと共に次第に受け入れられ、特に2005年からの個人情報の保護に関する法律（個人情報保護法）の施行により、一気に企業への普及が進んだ。現在ではVTRなど紙以外の記録媒体の処理用の機械も作られている。またパソコンの普及と共に、データをCD-R/DVD-RやFDの形で保存する機会も増え、不要になったその種のメディアの処理が求められるようになってきた（特にCD-R/DVD-Rは消去不可なので、メディアがある限り残ってしまう。このため、そういったメディアやクレジットカードなども裁断できるシュレッダーも普及し始めている（なお、通常のCDは強いハサミなら強制的に切ることも可能）。
元々は企業で機密書類を廃棄する前の切断処理に使われていたが、家庭ゴミ（ダイレクトメールや電気料金など毎月届けられる公共料金の領収書など）からの住所や氏名などの個人情報流出が表面化したことから、個人情報が記載された書類の切断による機密保持を目的とした、個人（家庭）用の小型のシュレッダーも、家電量販店やホームセンターなどで発売されるようになっている。
シュレッダーの裁断方式には、大まかに分けて以下の3つがあるが、メーカーによって呼び方が若干変わる場合もある。また、業務用製品にはチェーンや歯車などを利用した引きちぎり方式や、溶解方式などのより大量・高機密性の用途に適した方式の製品もある。主に電動式だが、家庭用に安価な手動式の製品もある。

### ストレートカット
縦に切るだけの製品。安価な製品、手回し製品に多い。あまり秘密保持能力はない。また、屑がかなりかさばるので、ごみの量がかなり多くなってしまう。
投入の向きも、セキュリティにおいて重要である。横書き書類を横書き状態で投入すれば、1行の文字が寸断されるため、ある程度復元困難になるが、横書き書類を縦書き状態で投入すると、一つの行がそのままつながった状態で裁断されてしまうため、裁断屑から情報を読み取られる可能性が高くなる。現在では後述するクロスカットが主流となっている。

### クロスカット
ストレートカットに、一定間隔ごとに横にも切る機能を付けたもの。現在の主流。ワンカットクロスなどという用語が使われる場合もある。ダイヤモンド型にカットされるタイプもある。なお、価格やサイズと裁断寸法はあまり比例せず、卓上用でも細かく裁断できる製品も存在する。

### スパイラルカット
明光商会の製品の用語では、2ミリ四方に切る、高性能な裁断方式をさす（右上画像の製品）。非常に秘密保持能力が高いが、銀行明細票などのかなり薄い紙だと上手く切れず、ストレートカットになってしまう場合がある。他のメーカーでは、やや正方形に近いクロスカット方式のことをさす場合もある。

## 産業分野におけるシュレッダー
産業分野におけるシュレッダー（破砕機）は、固形の廃棄物を破砕して、最終廃棄物の容積を小さくするためや、リサイクルのための分別を行いやすくするために用いられることが多い。
例えば家庭用電気機械器具・自動車などの廃棄物から再使用できる部品を取り外した残りを破砕機で砕き、その中からリサイクルできる金属や樹脂などの有価物を取り出すといった使い方をされる。

## シュレッダーダスト

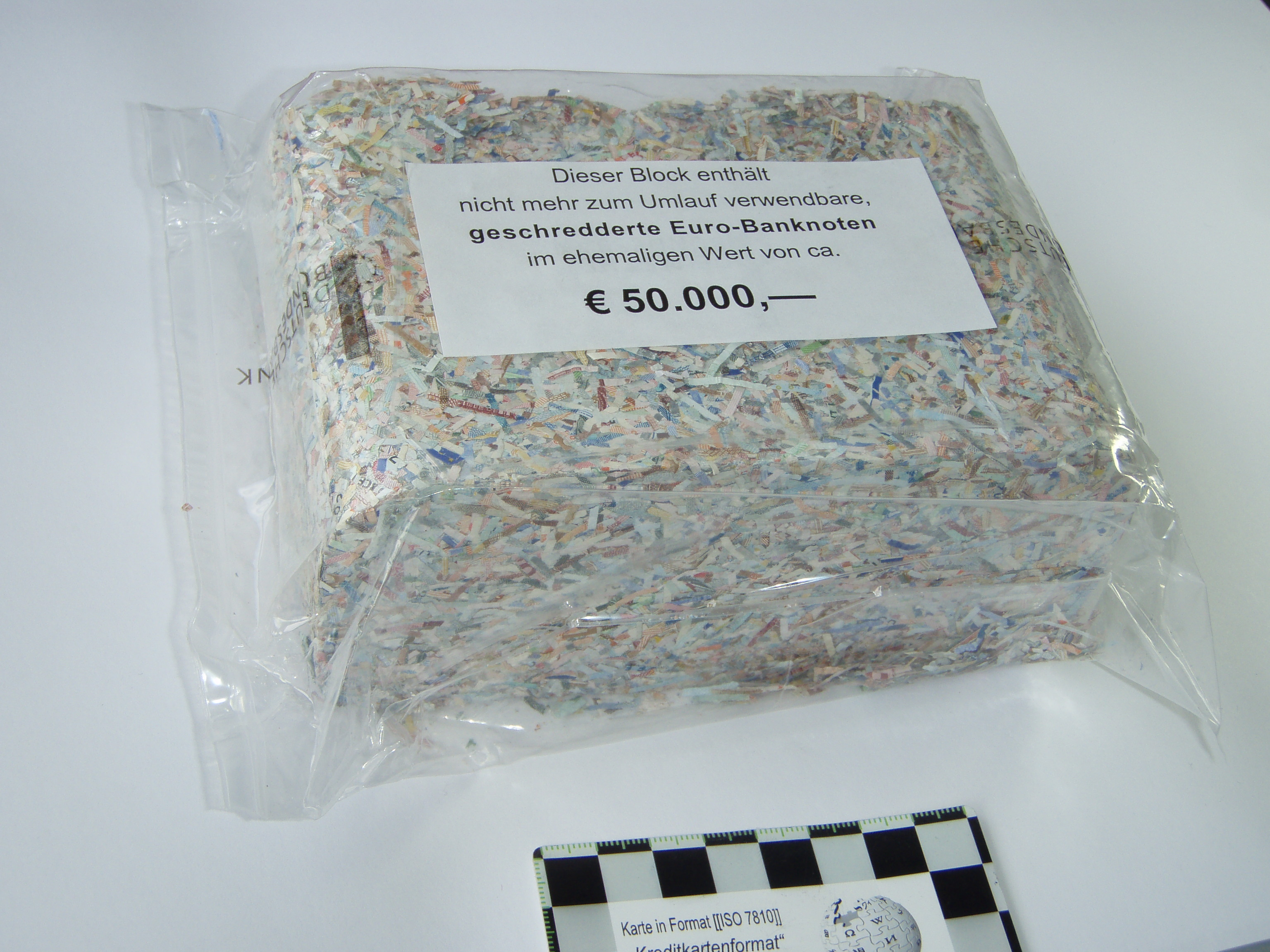
ユーロ紙幣のシュレッダーダスト

シュレッダーダストとは、対象物の破砕くずのことである。
ペーパーシュレッダーのシュレッダーダストである紙の細片については、繊維が短く切断されていることで再生紙の強度が低下したり、水に溶かす工程で流れ出やすくなってしまうため、再生紙としてリサイクルする用途には向かないとされている。そのため、そのまま廃棄処分されていた。しかし、紙資源のリサイクルに大きな関心が払われるようになった近年では、細片をそのまま袋に入れ、緩衝材として再利用されることも多くなった。また、シュレッダーで裁断された紙くずの回収・再資源化を行う業者、紙の細片からトイレットペーパーを製造する従来より小型の装置も登場し、再利用される機会も増えている。
産業分野におけるシュレッダーダストとは、対象物を破砕した後に有価物を取り出した残りの廃棄物のことを指し、産業廃棄物として最終処分の対象となる。近年では、自動車などに由来するシュレッダーダスト（主に再利用不可能なプラスチック）の処分方法や不法投棄などが問題化している。

## シュレッダーによる危害
2006年8月の各報道によると、子供がペーパーシュレッダーに指を吸い込まれて切断する事故が相次いで発覚し、1997年以降、経済産業省の発表や消費生活センター、独立行政法人「製品評価技術基盤機構」など公的機関に届けられたものだけで7件が明らかになっている。元々子供のいない事務所（オフィス）環境での使用を想定した機器であり、一般家庭での子供の使用を想定した設計がされていなかったためとされる。このため、経済産業省がメーカー団体に調査と再発防止策の検討を要請している。